# Vicky (cantante surcoreana)
Kang Eun-hye (hangul: 강은혜; Seúl, 28 de marzo de 1988), más conocida por su nombre artístico Vicky, Viki o Baek Da-eun, es una cantante y actriz surcoreana, conocida por ser exmiembro del grupo femenino surcoreano Dal Shabet.

## Biografía y vida personal
Vicky nació el 28 de marzo de 1988. Asistió a la Universidad de Mujeres de Dongduk, y estudió Licenciatura en Música y Entretenimiento.

## Carrera

### 2011-2012: Inicios con Dal Shabet
Vicky hizo su debut a través del lanzamiento de Supa Dupa Diva con Dal Shabet el 3 de enero de 2011. Las promociones de "Supa Dupa Diva" comenzaron el 6 de enero de 2011 en el programa de Mnet M Countdown.
Sin embargo, en mayo de 2012, se anunció que Vicky dejaría el grupo para centrarse en su carrera en solitario. Fue reemplazada por Bae Woo-hee.

### 2014-presente: actividades en solitario
Después de dejar el grupo, Vicky participó en las películas A Pharisee en 2014, Nice Sister-In-Law en 2015 y las  películas eróticas PS Girls y Challenge Game en 2016.
Vicky firmó con MBK Entertainment bajo su nuevo nombre artístico Baek Da-eun, pero dejó la compañía en 2016.
Después de aparecer en varias películas eróticas, Vicky reveló en 2015 que su agencia de actuación la engañó para participar en dichas películas. Posteriormente, demandó a la agencia y descubrió que ésta operaba ilegalmente.

## Filmografía

### Películas
| Año  | Título             | Papel      | Notas |
| ---- | ------------------ | ---------- | ----- |
| 2012 | Wonderful Radio    | Chica Cobi | Cameo |
| 2014 | A Pharisee         | Eun-ji     |       |
| 2015 | Nice Sister-In-Law | Ha-yeong   |       |
| 2016 | P.S. Girls         | Na-bi      |       |
| 2016 | Challenge Game     | Lee Ae-ran |       |

### Dramas televisivos
| Año  | Título     | Papel               | Notas |
| ---- | ---------- | ------------------- | ----- |
| 2011 | Dream High | Estudiante de Kirin | Cameo |